# Koziorożec kreteński
Koziorożec kreteński (Capra aegagrus cretica) – podgatunek kozy bezoarowej, dawniej rozpowszechniony we wschodniej części basenu Morza Śródziemnego, dziś spotykany tylko na Krecie w Górach Białych (Lefka Ori) oraz na trzech pobliskich wysepkach (Dia, Thodorou oraz Agii Pandes). Agrimi uważany jest za gatunek endemiczny tego regionu, mimo iż na Krecie pojawił się dopiero podczas panowania Minojczyków. 
Dzika koza kreteńska bardzo często pojawia się w sztuce minojsko-mykeńskiej. 
W trakcie II wojny światowej, podczas okupacji niemieckiej, dzikie kozy kreteńskie były jedynym pożywieniem dostępnym dla chroniących się w górach partyzantów, w związku z tym w latach 60. liczba osobników spadła do ok. 200 sztuk – był to jeden z powodów utworzenia Parku Narodowego Wąwozu Samaria. Obecnie na wyspie żyje ok. 2000 przedstawicieli tego podgatunku, a polowanie na te zwierzęta jest surowo zabronione. 
Kri–kri ma krótką jasnobrązową sierść z ciemną pręgą na grzbiecie. Jest płochliwa, w ciągu dnia wypoczywa, raczej unika turystów. Potrafi skakać na duże odległości oraz wspinać się po niemal pionowych zboczach.